# Missy-aux-Bois
Missy-aux-Bois – miejscowość i gmina we Francji, w regionie Hauts-de-France, w departamencie Aisne.
Według danych na styczeń 2014 roku gminę zamieszkiwało 113 osób, a gęstość zaludnienia wynosiła 36,9 osób/km².